# Pleurogonium elongatum
Pleurogonium elongatum är en kräftdjursart som beskrevs av Vanhoeffen 1914. Pleurogonium elongatum ingår i släktet Pleurogonium och familjen Paramunnidae. Inga underarter finns listade i Catalogue of Life.